# Stefania schuberti
Stefania schuberti és una espècie de granota que es troba a Veneçuela.